# Torre Melissa

Torre Melissa nel 2019

Torre Melissa è una frazione costiera bagnata dal mar Ionio del comune di Melissa, in provincia di Crotone.
Bandiera blu dal 2012 e bandiera verde dal 2016, la cittadina basa la propria economia sul turismo e sulle piccole attività artigianali.
I dintorni sono caratterizzati dalla presenza di numerosi vitigni adibiti alla produzione dei vini Cirò e Melissa.

## Storia
La storia di Torre Melissa inizia con l’inaugurazione della stazione ferroviaria e con la successiva costruzione di edifici attorno.
L’11 agosto del 1941, nel pieno della seconda guerra mondiale, la cittadina fu vittima di un bombardamento da parte della Royal Air Force.
La cittadina, soprattutto nella seconda metà del XX secolo, ebbe un forte sviluppo turistico legato al mare, rendendola una nota località balneare.
Dal 2012, Torre Melissa ha sempre ricevuto la bandiera blu, l'autorevole riconoscimento conferito dalla Foundation for Environmental Education alle località costiere europee che soddisfano criteri di qualità relativi ai parametri delle acque di balneazione, alla pulizia delle spiagge ed ai servizi offerti.

## Monumenti e luoghi d’interesse
- Torre Aragonese

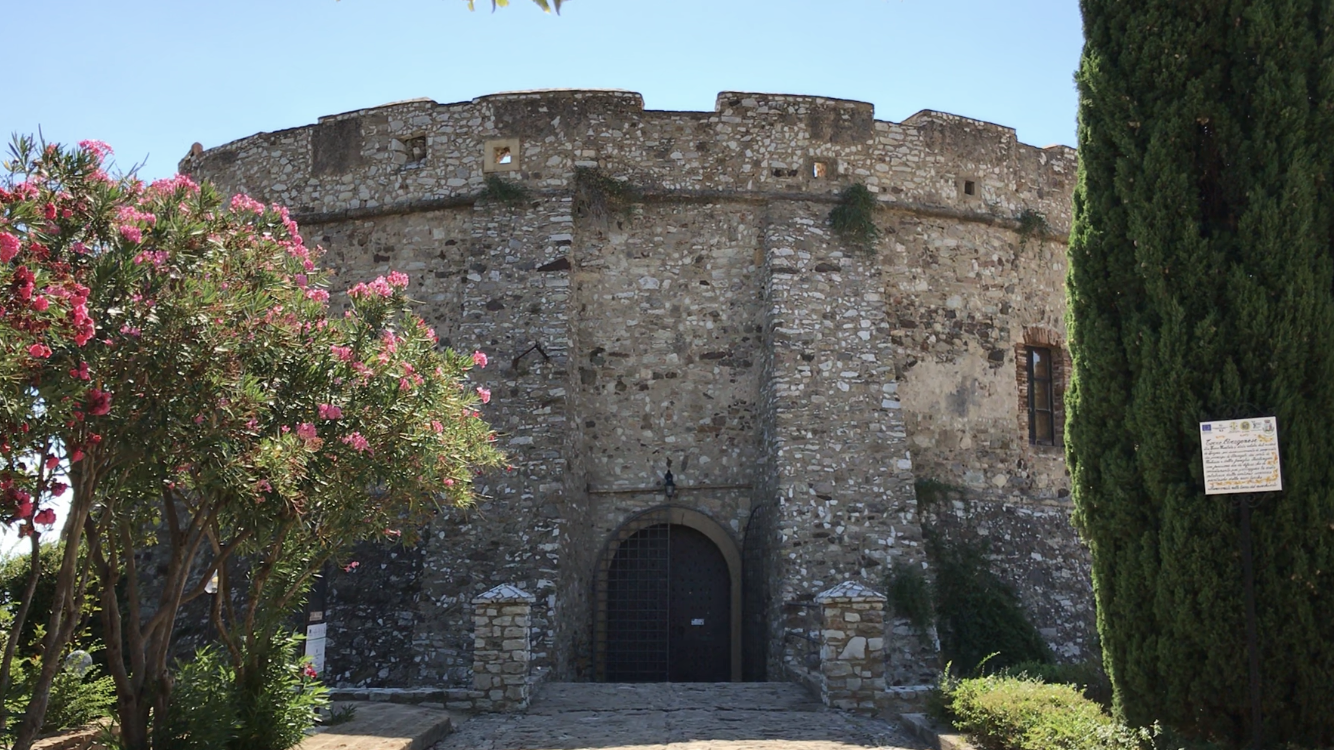
La torre Aragonese

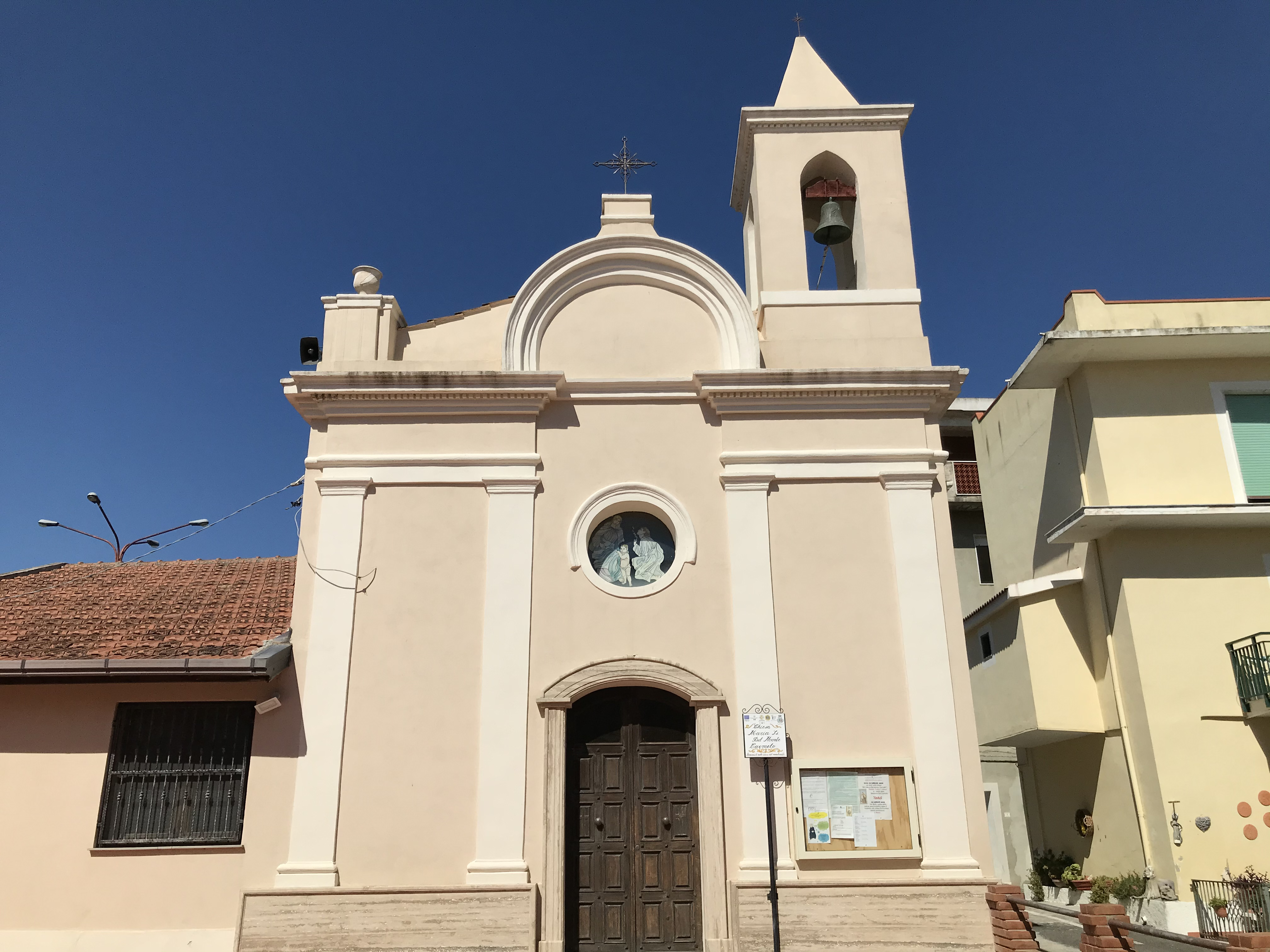
Chiesa di Maria Santissima del Monte Carmelo

- Chiesa di Maria Santissima del Monte Carmelo

Chiesa del Santissimo Crocifisso

- Chiesa del Santissimo Crocifisso

## Attività turistiche
Torre Melissa è famosa per la torre aragonese da cui prende il nome, posizionata a sud rispetto al centro abitato, residenza estiva dei conti feudatari Campitelli. Ospita un piccolo museo e, nelle vecchi locali adibiti a stalle, un ristorante caratteristico. Dalla Torre si può godere di un'ampia visuale dell'intera costa del Marchesato, spaziando dalla non lontanissima Punta Alice a Capo Colonna. Oltre a ciò, Torre Melissa è un centro ben frequentato durante l'estate, essendo non molto lontano dai centri di Cirò Marina, Strongoli, Crotone, Le Castella e Santa Severina.

## Attività sportive
Torre Melissa è sede di una squadra di calcio militante nel campionato di terza categoria calabrese la "Nuova Torre Melissa".Nella stagione 2010-2011 si è classificata 1ª. Presso gli impianti del campo sportivo, sorgono due campi da tennis, mentre dentro il paese stesso sorge un piccolo campo per calcio a 5.
Inoltre, la squadra di pallamano femminile, ha vinto i campionati regionali 2010, classificandosi come campione regionale e passando alle fasi interregionali.

## Infrastrutture e trasporti

### Autobus
Torre Melissa è divisa a metà dalla SS 106, cosa che la rende molto ben esposta ai traffici. Da Torre Melissa ci sono autobus diretti a Roma, Milano, Firenze, Genova e Venezia, con fermate intermedie in altri grandi centri tra cui Bologna, Pescara e Bari. Sempre parlando di autobus, Torre Melissa si trova sull'immediata direttrice Cirò Marina-Crotone, ed è fermata degli autobus regionali della ditta Autolinee Romano S.p.A. operanti su tale tragitto.

### Treno
Torre Melissa dispone anche di una stazione ferroviaria situata lungo la Ferrovia Jonica, precisamente alla progressiva km. 210+190, provvista di due binari passanti e fabbricato viaggiatori, al momento chiuso al pubblico. Da qui è possibile prendere treni regionali con capolinea Catanzaro Lido, Crotone, Sibari, Cosenza e Taranto.

## Palazzo Mangeruca
Il 17 dicembre del 2023 è stato demolito un ecomostro appartenente ad alcune famiglie di 'ndrangheta. L'edificio, noto come "Palazzo Mangeruca" dal cognome dello storico proprietario, venne costruito negli anni '70 e sequestrato nel 2007 a seguito dell'operazione Piazza Pulita. Cinque anni dopo, nel 2012, venne definitivamente confiscato alla criminalità. Trattavasi di un palazzo di 6 piani costruito a ridosso della Strada Statale 106, occupante una superficie di oltre 6 mila metri quadri.  Questo palazzo quando era ancora nelle mani della ‘Ndrangheta vendeva immobili e il proprio guadagno era altissimo, perché tutti gli abitanti della zona non avendo altri negozi di questo genere se non a Ciró, un altro paesino in zona, venivano tutti qui. Successivamente è stato riempito di esplosivo per demolirlo e ora è stato rimpiazzato da un’area camper.

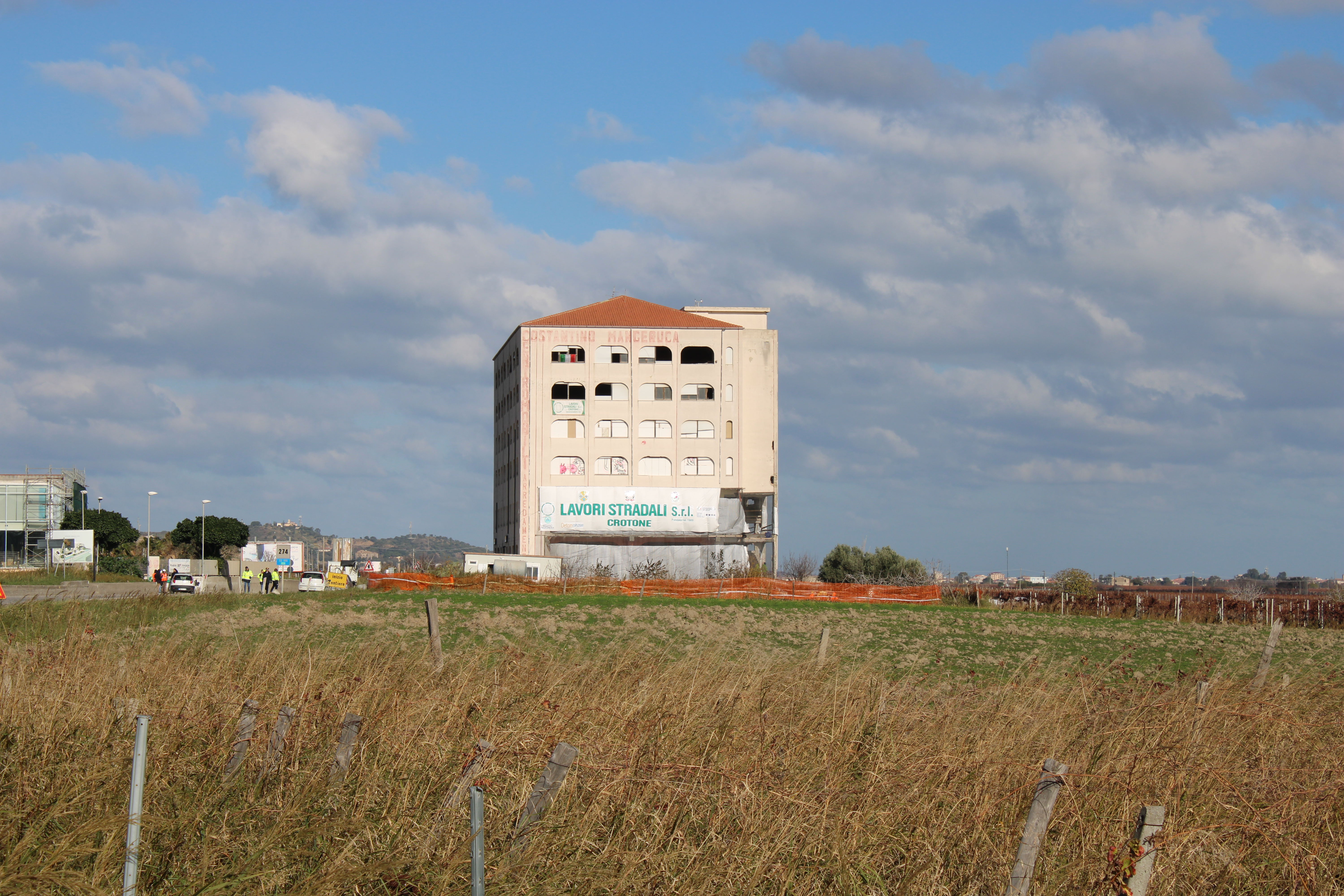
L'edificio il giorno della demolizione
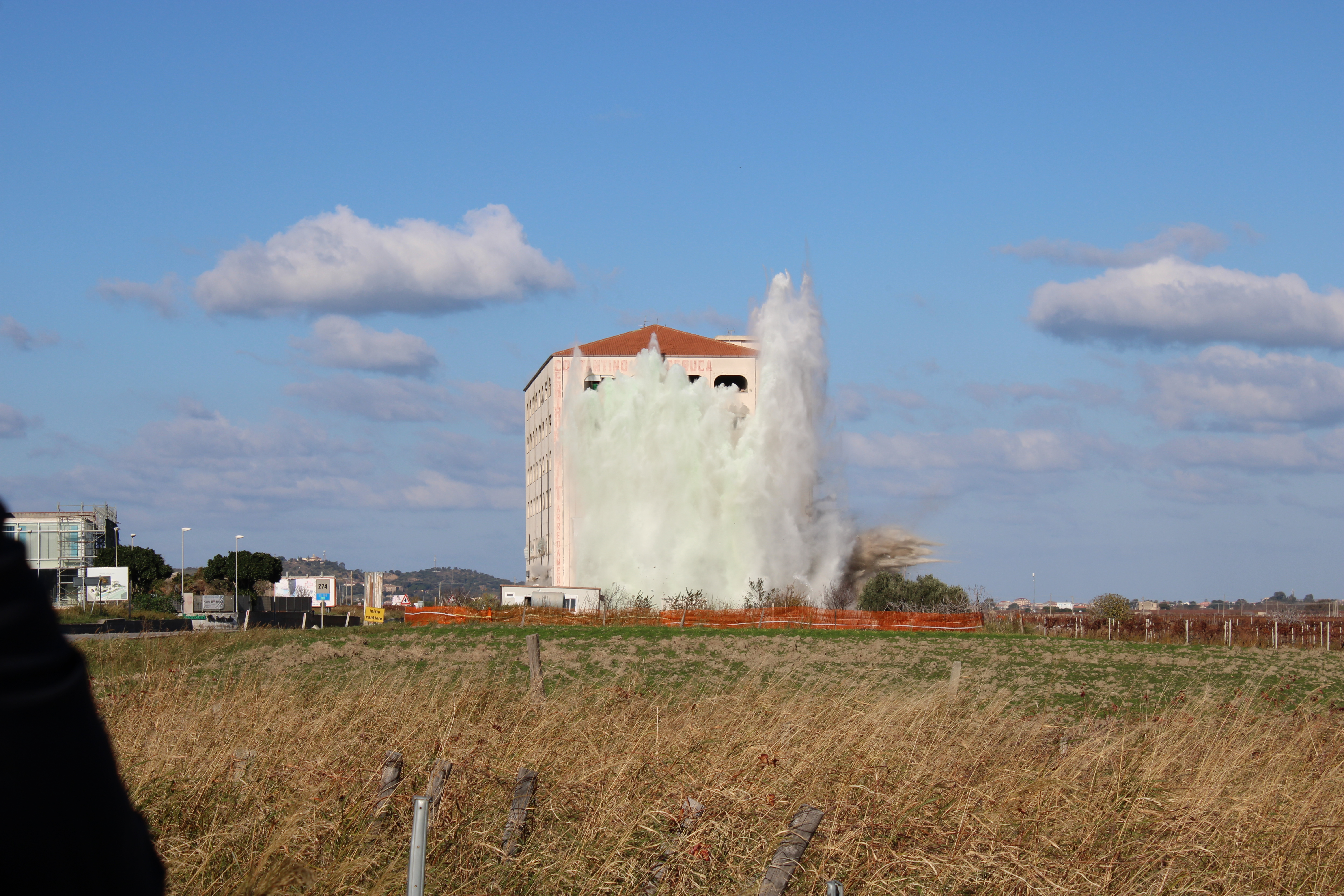
Il momento esatto dell'esplosione